# 환삼덩굴
환삼덩굴 또는 한삼덩굴은 삼과의 한해살이 덩굴풀이다. 율초(葎草)라고 부르기도 한다. 대한민국의 생태계교란 야생생물이다.

## 생태
잎은 손바닥 모양이며, 줄기는 억센 털이 있다. 환삼덩굴은 들이나 길가에서 자라며, 다른 식물을 휘감아서 말라죽게 함으로써 서식지를 넓혀간다. 따라서 환삼덩굴을 잡초제거작업으로 제거하지 않으면, 기존 고유식물들이 살 곳이 좁아지게 된다. 환삼덩굴의 줄기는 인간의 피부에 해로워서 환삼덩굴이 피부에 닿으면 가렵고 따갑다. 잎벌레와 네발나비의 먹이식물이다. 어미나비가 환삼덩굴의 잎에 알을 낳으면, 부화한 애벌레는 잎을 먹으면서 자라다가 네발나비과 나비들의 습성에 따라 거꾸로 매달려 번데기가 된다.

## 사진

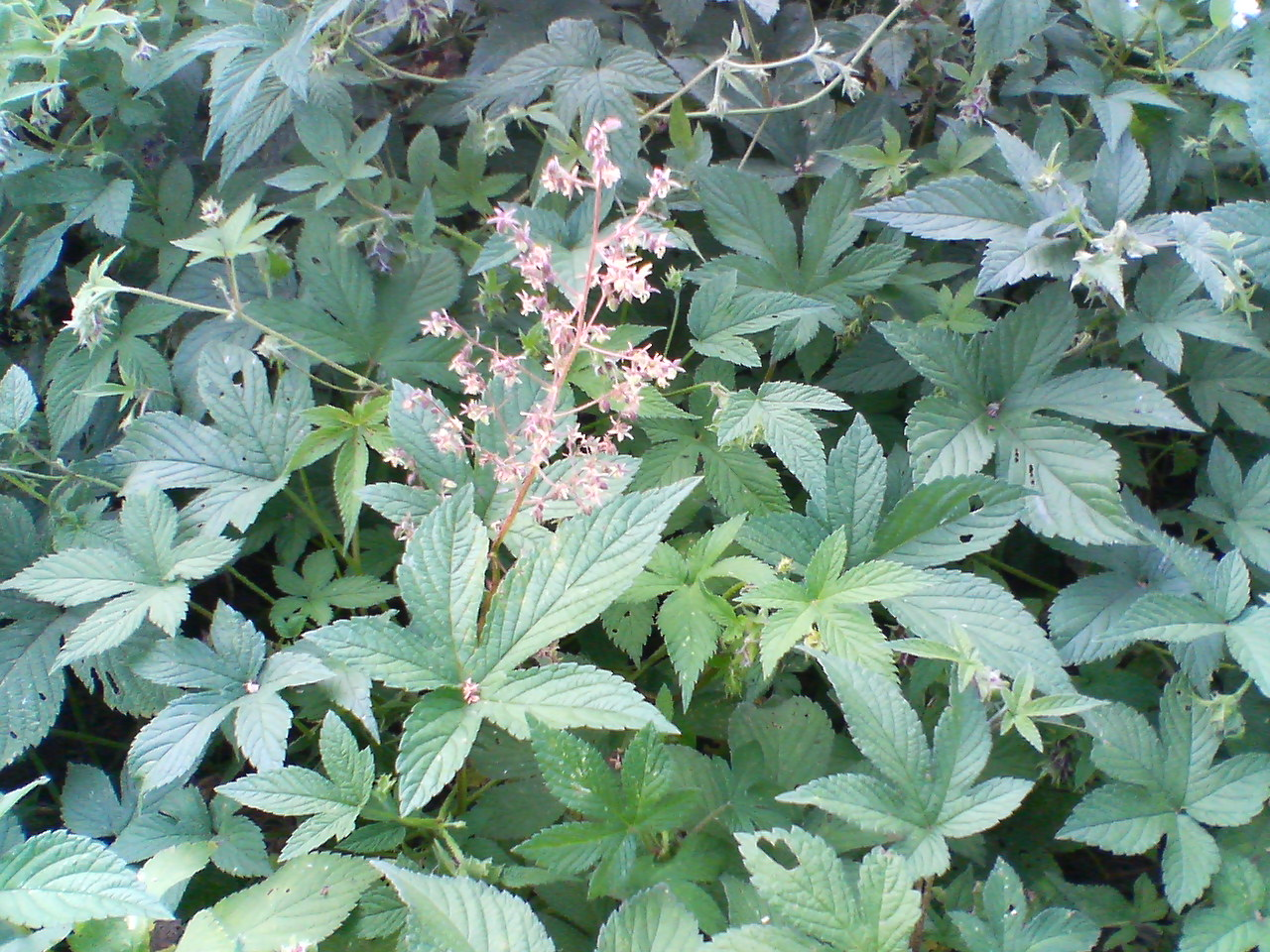
수꽃
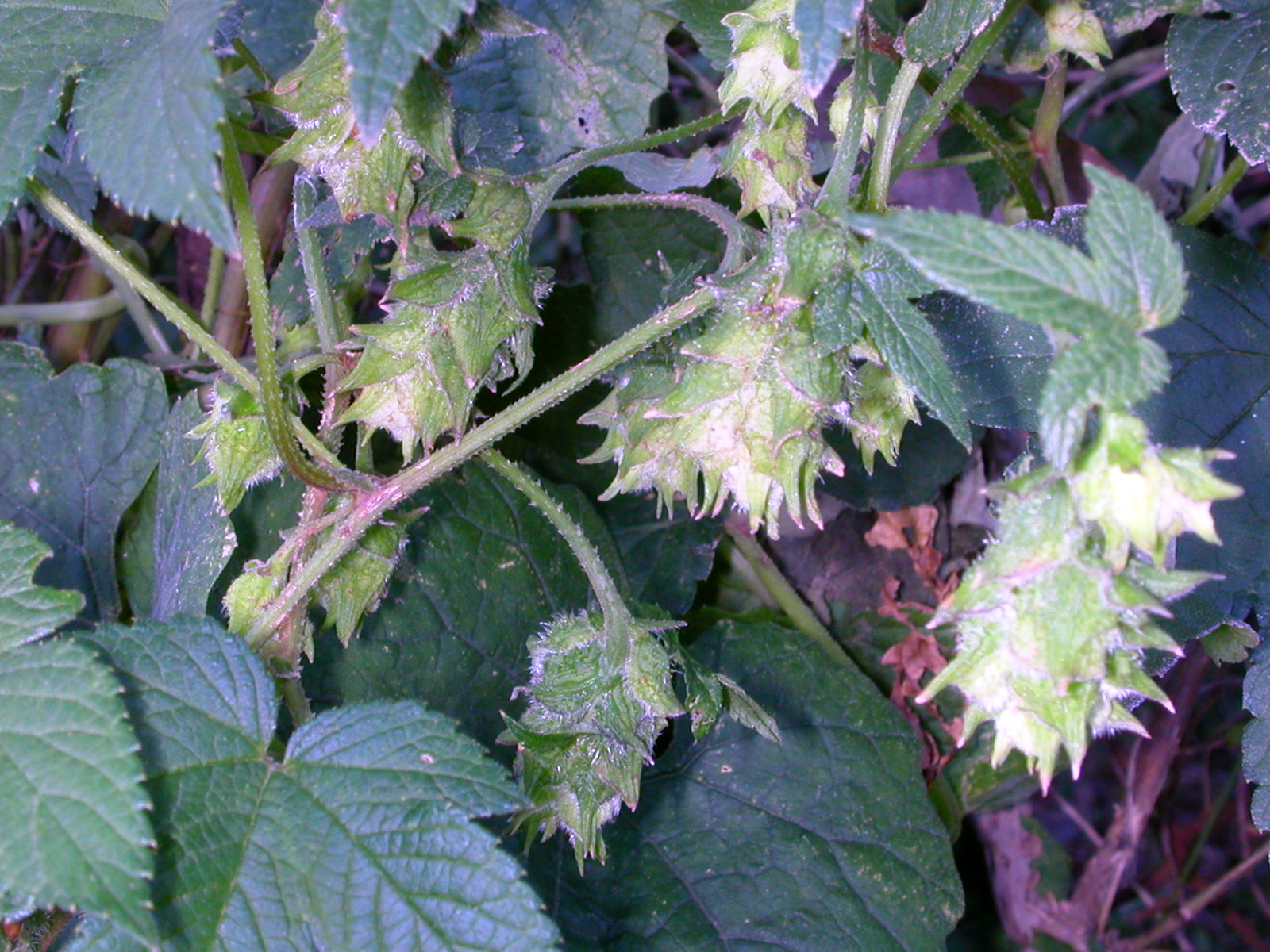
암꽃
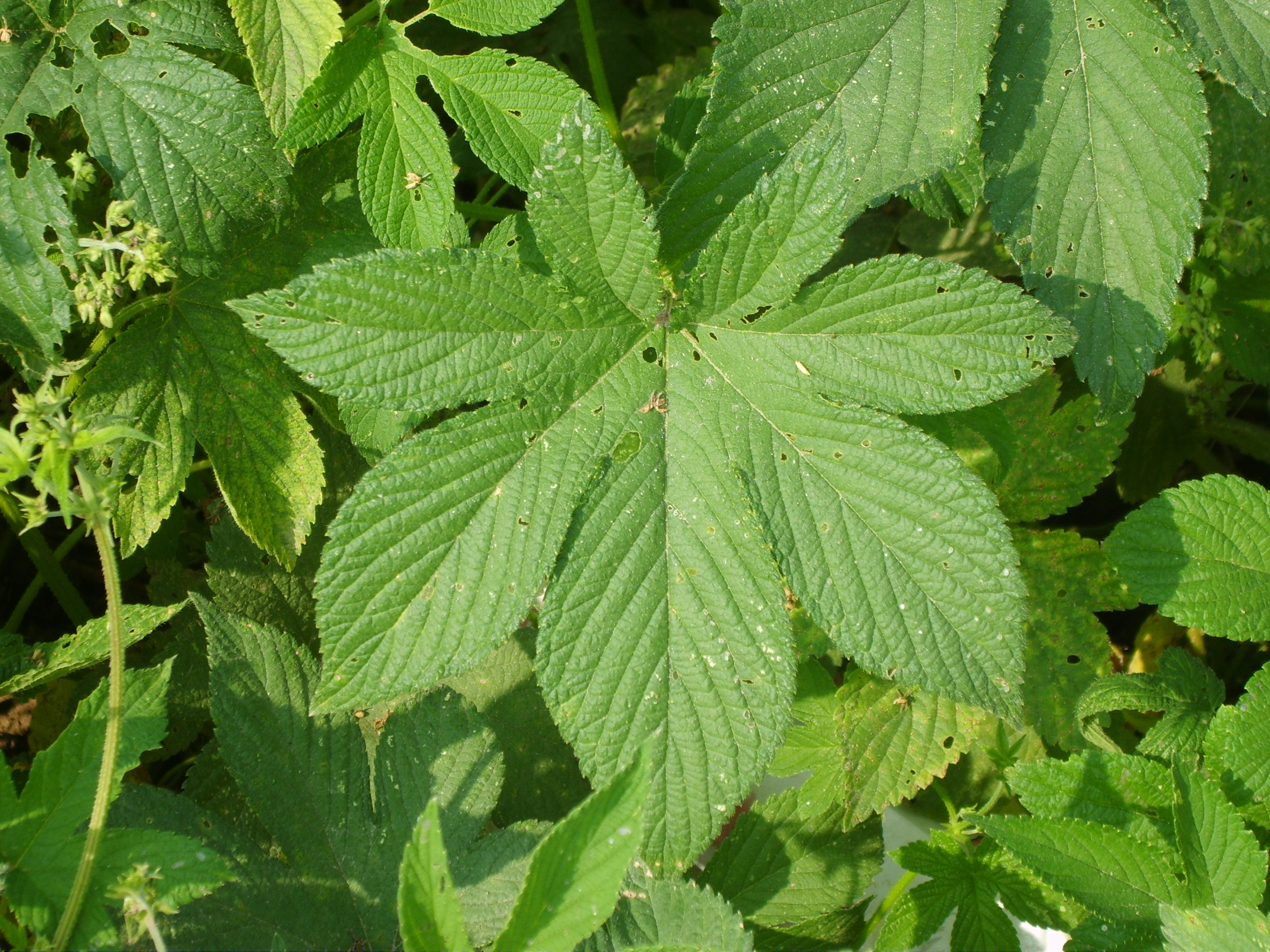
잎
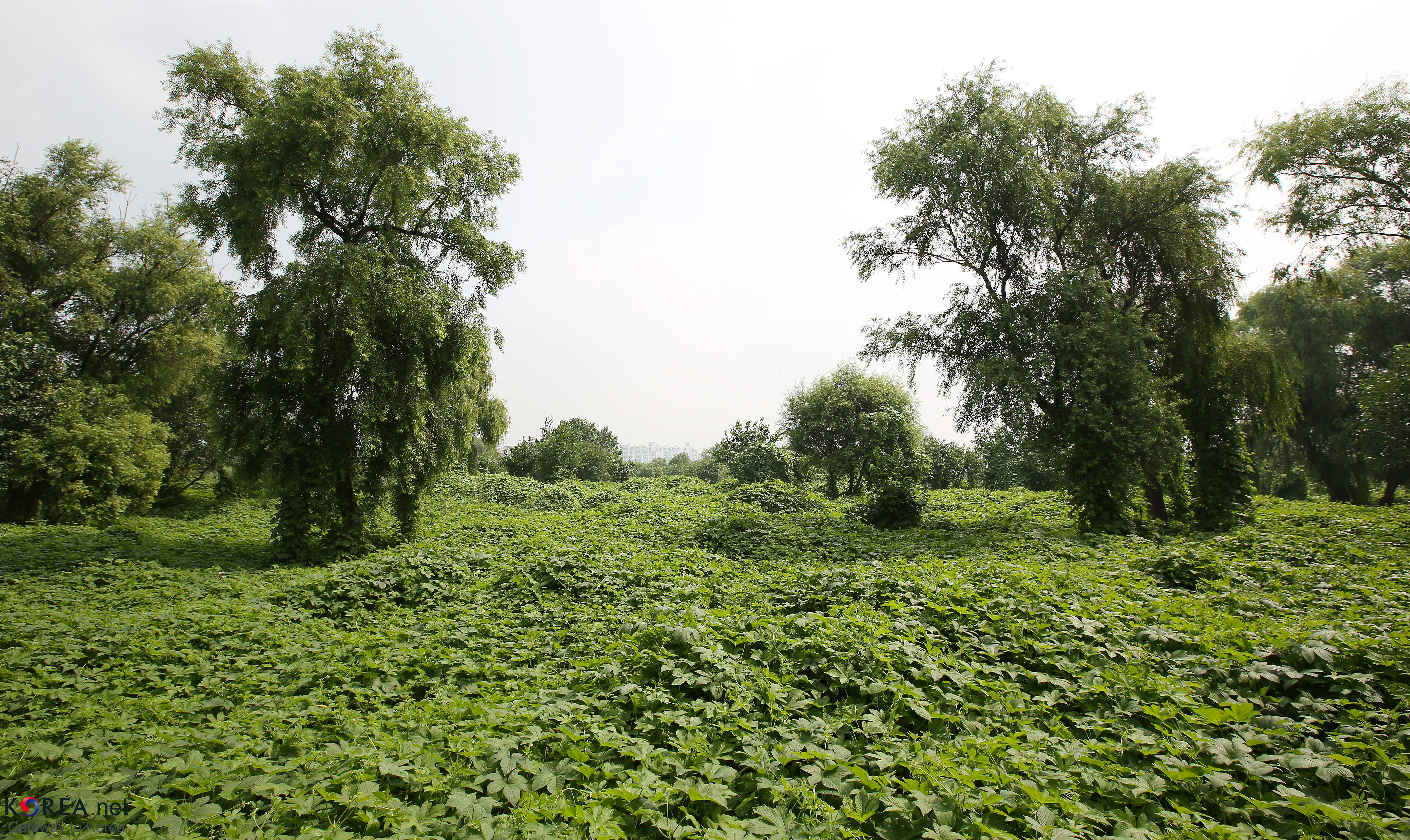
밤섬에서 자라고 있는 환삼덩굴